# Cuautolanico
Cuautolanico är en ort i Mexiko.   Den ligger i kommunen Aquixtla och delstaten Puebla, i den sydöstra delen av landet, 130 km öster om huvudstaden Mexico City. Cuautolanico ligger 2 434 meter över havet och antalet invånare är 200.
Terrängen runt Cuautolanico är huvudsakligen kuperad, men österut är den bergig. Runt Cuautolanico är det ganska tätbefolkat, med 60 invånare per kvadratkilometer. Närmaste större samhälle är Chignahuapan, 16,3 km nordväst om Cuautolanico. I omgivningarna runt Cuautolanico växer i huvudsak blandskog.